# Айова-Колоні (Техас)
Айова-Колоні (англ. Iowa Colony) — селище (англ. village) в США, в окрузі Бразорія штату Техас. Населення — 8154 особи (2020).

## Географія
Айова-Колоні розташована за координатами 29°26′28″ пн. ш. 95°25′4″ зх. д. / 29.44111° пн. ш. 95.41778° зх. д. (29.441094, -95.417688).  За даними Бюро перепису населення США в 2010 році селище мало площу 18,98 км², з яких 18,94 км² — суходіл та 0,04 км² — водойми.

## Демографія
Згідно з переписом 2010 року, у селищі мешкало 1170 осіб у 378 домогосподарствах у складі 309 родин. Густота населення становила 62 особи/км².  Було 415 помешкань (22/км²).
Расовий склад населення:
| - 65,0 % — білих - 5,9 % — азіатів - 5,6 % — чорних або афроамериканців - 2,2 % — корінних американців - 0,2 % — вихідців з тихоокеанських островів - 18,6 % — осіб інших рас |

До двох чи більше рас належало 2,4 %. Частка іспаномовних становила 39,5 % від усіх жителів.
За віковим діапазоном населення розподілялося таким чином: 26,0 % — особи молодші 18 років, 62,6 % — особи у віці 18—64 років, 11,4 % — особи у віці 65 років та старші. Медіана віку мешканця становила 38,4 року. На 100 осіб жіночої статі у селищі припадало 106,0 чоловіків;  на 100 жінок у віці від 18 років та старших — 107,7 чоловіків також старших 18 років.
Середній дохід на одне домашнє господарство  становив 88 102 долари США (медіана — 74 018), а середній дохід на одну сім'ю — 92 730 доларів (медіана — 73 214). Медіана доходів становила 55 625 доларів для чоловіків та 31 734 долари для жінок. За межею бідності перебувало 9,2 % осіб, у тому числі 17,0 % дітей у віці до 18 років та 1,3 % осіб у віці 65 років та старших.
Цивільне працевлаштоване населення становило 580 осіб. Основні галузі зайнятості: науковці, спеціалісти, менеджери — 13,4 %, виробництво — 12,4 %, роздрібна торгівля — 11,2 %, будівництво — 11,0 %.